# Calzada de la Viga
La calzada de La Viga es un eje vial de la Ciudad de México que va del centro hacia el sur de la urbe. Sigue el trazo del antiguo canal de la Viga, una vía fluvial que desde la época novohispana tuvo funciones de movilidad para el abasto y de recreación, y hasta el siglo XX fue navegable para embarcaciones pequeñas.[cita requerida]

## Historia

### El canal de la Viga

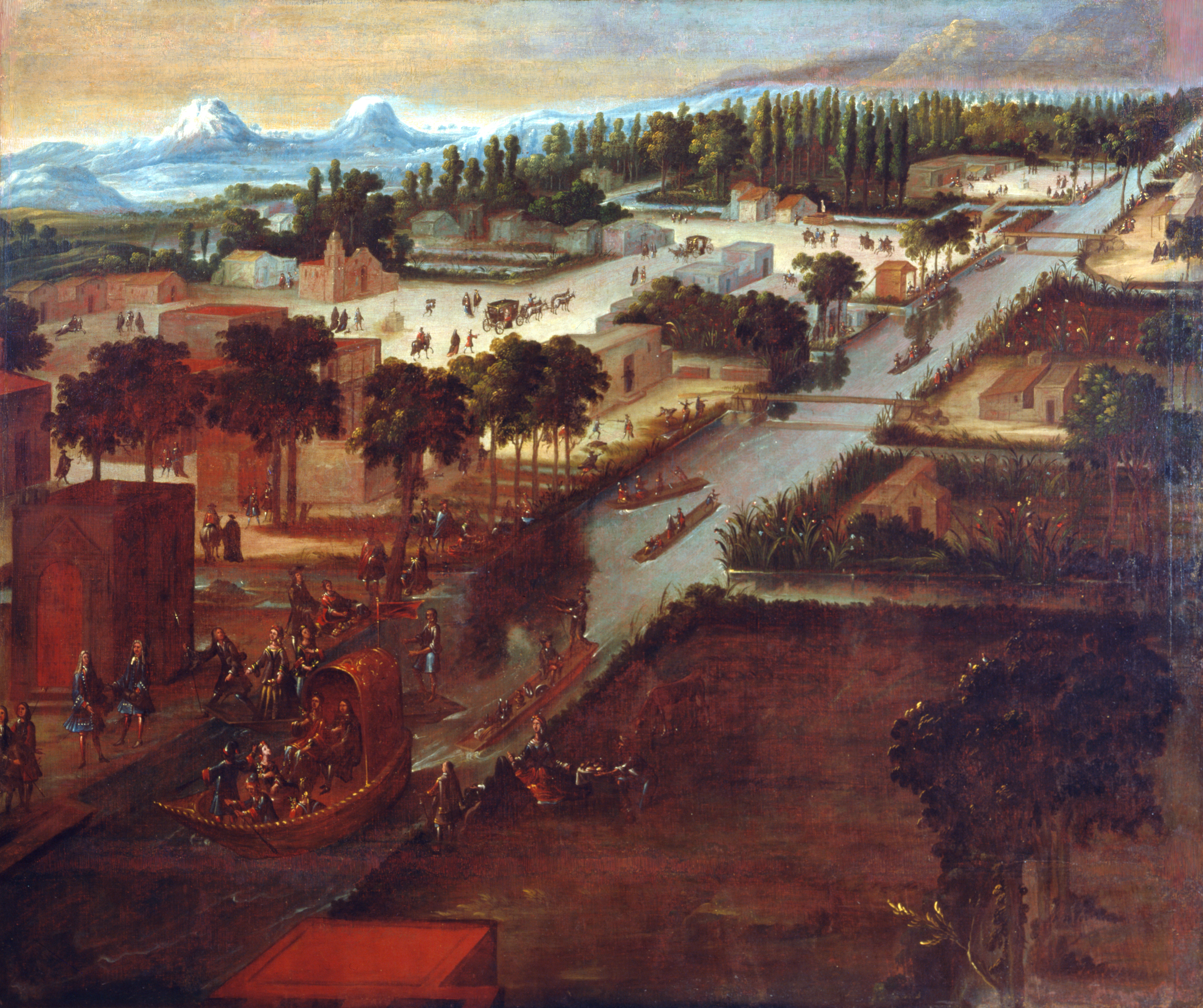
Pedro Villegas. "Paseo de la Viga con la iglesia de Iztacalco (Paseo del virrey don José Sarmiento y Valladares, conde de Moctezuma, por el Canal de la Viga)". 1706, México, óleo sobre lienzo.

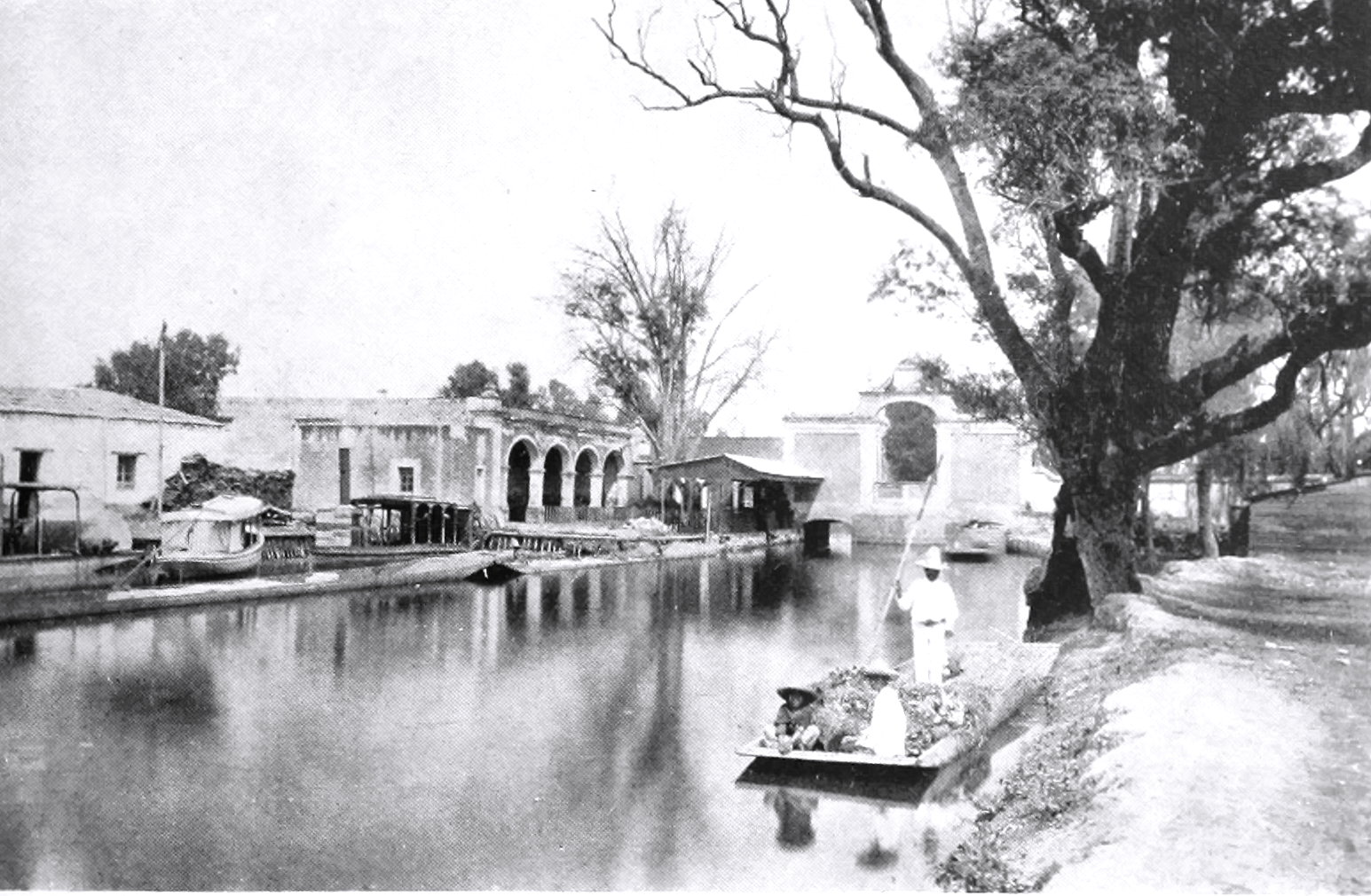
El canal de La Viga en 1902.

El canal de la Viga fue un cauce existente desde la traza y posterior expansión de Mexico-Tenochtitlan, que entraba por el sur del altépetl mexica en medio de los islotes primitivos de Tultenco y Mixhuca, pasando por la Acequia de la Merced y hasta la posterior Acequia Real, la cual llegó hasta el Templo Mayor.
Con la desecación de los lagos del Valle de México en la época novohispana, el canal se amplió hacia el sur conservando la unión con los todavía existentes lagos y pueblos de Chalco y Xochimilco, de donde se llevaba buena parte de la producción agrícola que se consumía en la Ciudad de México. Dichas mercancías era transportada en canoas y chalupas hasta el embarcadero de Roldán, luego hasta la zona de la Merced, y finalmente a la zona del actual Mercado de Jamaica. Por ejemplo, todavía a mediados del siglo XIX entre 1858 y 1859 se tiene registro que pasaron por la garita 4944 canoas de distintos tamaños. El canal iniciaba en la Garita de la Viga, una de las ocho de la capital edificada en 1604, parte del sistema defensivo de la urbe y entrada a la misma, y que partía hacia el sur-poniente. La función central de la garita era la recepción de mercancías para su control, provocando un intenso tráfico comercial fuera de ella.
En 1785, el virrey Bernardo de Gálvez ordenó trazar una vía desde la iglesia de San Pablo hasta la Garita de la Viga, lo que fue concluido hasta el mandato del II Conde de Revillagigedo en un primer tramo de aproximadamente kilómetro y medio y treinta metros de diámetro. Recibió, en distintos épocas, también los nombres de Paseo Revillagigedo (por Juan Vicente de Güemes), Paseo Juárez y Paseo de Ixtacalco.
Además de su función comercial, el canal se convirtió en un sitio recreativo. Durante el siglo XIX y todavía a principios del siglo XX fue un atractivo turístico natural de la capital, del que las crónicas y descripciones de la época coinciden en su afluencia y popularidad al que acudían capitalinos de clase media, en su mayor medida. En su recorrido, el canal atravesaba el pueblo de Santa Anita, el de Ixtacalco (en el que existió un puente que lo cruzaba), Mexicaltzingo, Culhuacan Ixtapalapa y finalmente Xochimilco y Chalco. Dentro del recorrido hubo cuatro puentes hechos de mampostería: el mencionado de Iztacalco, el de Jamaica, el de Pipis y el de la Viga, que databa de 1750, si bien para comodidad de los navegantes del lago se continuaron usando puentes y tablones de madera. Las familias caminaban por el paseo que del lado occidental tenía residencias y puestos de vendimia. También montaban caballos, recorrían el paseo en carruajes en la vía aplanada o lo navegaban en embarcaciones de pasajeros.

De las cinco a las seis de la tarde, el paseo llega a su mayor grado de animación: los coches y la gente de a caballo, recorren la calzada que se extiende a la derecha del canal.  Los carruajes siguen una línea; pero los jinetes gozan de toda libertad: allí se admiran los hermosos caballos, llenos de fuego y de brío, que caracolean y se agitan; allí luce la habilidad y fuerza del que los monta, ora vista frac a la inglesa, ora luzca el rico y pintoresco traje del ranchero, pues en México generalmente todos saben montar perfectamente. La multitud pedestre se agolpa al borde del canal, en donde hay bancas de piedra.  Allí se sientan el papá y la mamá con toda la familia; allí se refugian todos los que componen esa clase media vergonzante que no va en coche, ni a caballo, ni quiere mezclarse con el pueblo! En cuanto a éste, su placer, su delirio, es embarcarse, tomar un lugar en alguna de esas inmensas canoas que se deslizan lentamente sobre el agua, al son de la música de cuerda, y estremeciéndose con el movimiento de los que bailan.
Florencio María del Castillo. El Paseo de la Viga

Madame Calderón de la Barca describió el paseo en su obra La vida en México durante una residencia de dos años en ese país:

"Este paseo ahora se está poniendo de moda. Le bordea un canal, con árboles que le dan sombra, y que conduce a las Chinampas y se ve siempre lleno de indios con sus embarcaciones en las que traen fruta, flores y legumbres al mercado de México. Muy temprano en la mañana, es un agradable espectáculo verlos cómo se deslizan en sus canoas, cubiertas con toldos de verdes ramas y flores".

"...con la agradable sombra de sus árboles y el canal, por donde desfilan las canoas, cubiertas de toldos verdes con ramas y flores, se da ahí un espectáculo inconfundible: se ven a los indios con sus guirnaldas de flores y sus guitarras, sus bailes y canciones, y aleando las fragantes brisas, mientras su canoas se deslizan al filo del agua".
Madame Calderón de la Barca. La vida en México durante una residencia de dos años en ese país 

El primer barco de vapor que surcó el canal fue La Esperanza, el 21 de julio de 1850. El 27 de noviembre de 1877 fue firmado un contrato para hacer navegable el canal de la Viga y conectar así las ciudades de México y Chalco con barcos de vapor. Manuel Payno en Los bandidos de Río Frío describe una de las embarcaciones que circulaban por la vía de la capital hacia Chalco.

La canoa tenía cinco toldos o divisiones que llamaremos camarotes, divididos por dentro con una cortina de gruesa lona. Esto era un lujo; las demás trajineras no usaban más que petates (...) un colchón medianamente limpio llenaba el pavimento del camarote
Los bandidos de Río Frío, Manuel Payno.

En 1878 se inauguran los primeros 8 kilómetros de navegación, modificando con ello la altura de los puentes de Pipis y el de Jamaica. El trayecto que en chalupa o canoa tomaba cuatro horas a Chalco, se redujo a una hora con la nueva tecnología. Según Guillermo Prieto:

El buque es amplio, ligero, y como los más elegantes, aunque más chico, de los que hemos visto cruzar el Mississippi, tendrá cabida para unas 40 toneladas y fuerza para remolcar cuatro o cinco canoas de las mayores que ahora hacen la travesía entre esta capital, Texcoco y Chalco
Guillermo Prieto.

De la ornamentación, reforestación y seguridad del canal se encargó el ayuntamiento de la ciudad, quien incluso dispuso una policía montada para la vigilancia de la zona.
En 1901, las esculturas de los Indios Verdes fueron colocadas cerca de la Garita de la Viga. Una descripción de un periódico de 1903 describen así al canal de la Viga:

El tráfico por este pintoresco lugar es considerable, aumentando en determinados días del año; generalmente los exranjeros que visitan la capital no dejan de visitar estos sitios. Sus medios de comunicación son por la vía fluvial, en las "canoas" y "chalupas"

Al iniciarse el entubamiento de ríos y manantiales de la ciudad, el canal de la Viga fue desecándose hasta convertirse en una ciénega insalubre. Hacia la década de los cuarenta fue rellenado para evitar inundaciones y en 1957 fue pavimentado para dar paso a la Calzada de la Viga. Dicha vialidad es también el Eje 2 Oriente.

## Recorrido
La calzada inicia en Avenida Fray Servando Teresa de Mier en la zona centro de la ciudad, al sur del Mercado de la Merced y en la esquina del Mercado de Sonora. La circulación es hacia el sur en un sentido y se convierte en dos sentidos en Eje 2 Sur Avenida del Taller.
Hacia el sur, distintas avenidas cruzan a la calzada como:
- Viaducto Río de la Piedad
- Eje 4 Sur Plutarco Elías Calles
- Eje 5 Sur Villa del Mar/Purísima

Eje 6 Sur Cardiólogos
- Río Churubusco
- Ermita Iztapalapa

Finalizando en Canal Nacional.

### Sitios de referencia
En su recorrido se encuentran:
- El Mercado de Jamaica (especializado en flores)
- El Templo y ex convento de San Matías, el principal del antiguo Pueblo de Iztacalco.

## Transporte público

### Metro
- La Viga, estación de la Línea 8 del Metro.
- Mexicaltzingo, estación de la Línea 12 del Metro.

### Metrobús
- La Viga, de la línea 2 del Metrobús.

## Galería

El canal ca. 1884
El canal ca. 1884